# 尾道 (小惑星)
尾道（おのみち、10163 Onomichi）とは火星と木星の間を公転する軌道を描く小惑星帯の小惑星のひとつ。
1995年1月26日に中村彰正（愛媛県久万高原町・久万高原天体観測館職員）が発見したもので、中村の生まれ故郷である広島県尾道市に因んで命名された。